# Просперо (супутник)

Ретроградні нерегулярні супутники планети Уран

Просперо (англ. Prospero) — нерегулярний супутник планети Урана. Обертається у зворотному напрямі.
Просперо було відкрито 18 липня 1999 року Холманом, Кавеларсом, Ґледманом, Петі, Шолль на CCD-зображеннях, отриманих на 3,5-метровому телескопі Канада-Франція-Гаваї на горі Мауна-Кеа разом з Сетебосом і Стефано. Після відкриття супутник отримав тимчасові позначення S/1999 U 3 та Уран XVIII.
Після спостережень на 5-метровому телескопі обсерваторії Паранал у серпні 1999 року, а також у травні-червні 2000 року на телескопі Кіт Пік і на 2,5-метровому телескопі Ла Пальма були отримані елементи орбіти супутника.
Названий ім'ям чарівника Просперо, герцога Міланського — персонажа п'єси Вільяма Шекспіра Буря.
Елементи орбіти мають схожі риси з елементами орбіти Сікоракси і Сетебоса. Припускають, що вони мають спільне походження. Проте, це припущення не підтверджує колір супутника. Він нейтрально сірий і візуально (показник кольору B-V=0.80, R-V=0.39) подібний з кольором Сетебоса, але відрізняється від Сікоракси (яка має ледве червонуватий відтінок).